# パトリック・ヤンセン
パトリック・イェンセン (Patrik Jensen、1969年11月24日 - )は、スウェーデンエステルイェータランド県リンシェーピング出身のギタリスト。デスラッシュバンド、ザ・ホーンテッドをエイドリアン・アーランドソンと共に立ち上げた。過去には、Seanceやサタニック・スローターなどデスメタルバンドのメンバーでもあった。1997年には、ブルヘリアのライヴギタリストを務めたこともある。現在はサイドプロジェクトとしてウィッチリーを立ち上げている。ザ・ホーンテッドでは半数近くの楽曲を作曲しており、ウィッチリーでは全曲の作曲に参加、作詞も行っている。アルバムなどのクレジットにおいて、ラストネームのみのヤンセン(Jensen)と記載されている場合も多い。
イェンセンは7歳の時にギターを手にしているが、この時はギターを演奏することはほとんどなく、ギターを演奏するようになったのは16歳ごろからである。イェンセンとその家族は、当時カナダのエドモントンに住んでおり、そこでイェンセンは3年間ギターのレッスンを受けている。更に、家族と共にスウェーデンに戻ってからもさらに2年ほどギターのレッスンを受けた。
使用機材として、ESPのギター(Explorer (Camo)、Custom strat)を使用しており、ピックアップはEMGもしくはセイモア・ダンカンを使用している。

## ディスコグラフィー

### Seance
- Levitised Spirit (Demo) (1991)
- Fornever Laid to Rest (1992)
- Saltrubbed Eyes (1993)

### サタニック・スローター
- Satanic Slaughter (1995)
- Land of the Unholy Souls (1996)

### ザ・ホーンテッド
- Demo '97 (1997)
- ザ・ホーンテッド The Haunted (1998)
- メイド・ミー・ドゥー・イット The Haunted Made Me Do It (2000)
- ライブ・ラウンズ・イン・トーキョー Live Rounds in Tokyo (2001)
- Caught on Tape (2002)
- ワン・キル・ワンダー One Kill Wonder (2003)
- リヴォルヴァー rEVOLVEr (2004)
- ザ・デッド・アイ The Dead Eye (2006)
- ヴァーサス Versus (2008)
- アンシーン Unseen (2011)

### ウィッチリー
- レストレス・アンド・デッド  Restless & Dead (1998)
- Witchburner (EP) (1999)
- デッド・ホット・アンド・レディー Dead, Hot and Ready (1999)
- シンフォニー・フォー・ザ・デヴィル Symphony for the Devil (2001)
- ドント・フィアー・ザ・リパー Don't Fear the Reaper (2006)
- ウィッチクリーグ Witchkrieg (2010)

## 参加バンド
現在の参加バンド
- ザ・ホーンテッド The Haunted - ギター (1996-)
- ウィッチリー Witchery - ギター (1997-)

過去の参加バンド
- Orchriste - ギター (1987-1990)
- Seance - ギター (1994-1997)
- サタニック・スローター（英語版） Satanic Slaughter - ギター (1990-1995)

ライヴ参加
- ブルヘリア（英語版） Brujeria - ギター (1997)

El Embrujadoと名乗っていた。
- イン・フレイムス In Flames - ギター (2013)

ニクラス・エンゲリンの代役として参加。
- ザ・ヘイロー・エフェクト The Halo Effect - ギター (2021-)

イェスパー・ストロムブラードの代役として参加。